# جمعية الترميز الموحد
جمعية الترميز الموحد هو منظمة غير ربحية، تعمل على تنسيق وتنظيم الأعمال التطويرية لنظام يونيكود (والذي يسعى لتعويض كل شفرات الرموز بنظام موحد عالمي).
نظام يونيكود يلقى رواجا كبيرا في الأنظمة المعلوماتية الحديثة والمطورة.

## أعضاء المجمع
من أعضاء مجمع يونيكود -والذي مقره كاليفورنيا - عدة شركات وحكومات منها:
- أدوبي سيستمز
- أبل،
- آي.بي.إم،
- مايكروسوفت،
- هيولت باكرد
- وزارة الأوقاف والشؤون الدينية العمانية
- فيس بوك
- غوغل
- نتفلكس

## كتب أصدرها المجمع

معيار يونيكود، الإصدار الخامس

- معيار يونيكود، الإصدار 5.0، الطبعة الخامسة، مجمع يونيكود، أديسون-ويزلي بروفِشيونال، 27 أكتوبر، 2006. ISBN 978-0-321-48091-0
- معيار يونيكود، الإصدار 4.0، مجمع يونيكود، أديسون-ويزلي بروفِشيونال، 27 أوغسطس، 2003. ISBN 978-0-321-18578-5

## وصلات خارجية
- الموقع الرسمي